# Zähne zeigen
Zähne zeigen ist der Titel des Romandebüts der 1975 geborenen britischen Schriftstellerin Zadie Smith. Der Roman erschien im Jahr 2000 in Großbritannien unter dem Titel White Teeth und wurde im selben Jahr von Ulrike Wasel und Klaus Timmermann ins Deutsche übersetzt. Der Roman erhielt zahlreiche Auszeichnungen und wurde für weitere nominiert (s. Rezeption).

## Inhalt

### Überblick
Zähne zeigen erzählt die Geschichten dreier Familien unterschiedlicher ethnischer Herkunft, die im Londoner Stadtteil Willesden leben, dort die ganze Bandbreite gesellschaftlicher Problemfelder erfahren und um ihre Identität ringen. Eingeblendet werden in Rückblicken die „Wurzeln“ der Immigranten auf Jamaika und in Ost-Pakistan mit ihren Bezügen zur Kolonialzeit. Teils humorvoll-ironische, teils ernsthafte Kommentare einer auktorialen Erzählinstanz unterbrechen immer wieder die Handlungen.
Die 1975 beginnende und 1992 endende Haupthandlung schildert das Leben zweier Generationen der Familien Iqbal, Jones und Chalfen sowie ihre Auseinandersetzungen, Abgrenzungen und Integrationsbemühungen. Die ersten beiden Romanteile (Archie, Samad) erzählen v. a. die Geschichten der ersten Immigranten-Generation, die folgenden (Irie, Magid, Millat und Marcus) die Orientierungsprobleme ihrer Kinder. Während ihrer Schulzeit entstehen die Kontakte zur britischen Helfer-Familie Chalfen und durch den Wissenschaftler Dr. Marcus Chalfen erweitert sich Thematik der Migration um die der Gentechnik.

### Die Familien Jones- und Iqbal
Die Handlung des Romans setzt am Neujahrsmorgen des Jahres 1975 mit der Schilderung eines missglückten Selbstmordversuchs des Engländers Archibald Jones ein. Nach einer gescheiterten Ehe beginnt an diesem Tag ein neues Leben für den 47-Jährigen mit seinem einfachen konfliktscheuen Gemüt, der sein Geld als Werbeblattfalter verdient und in schwierigen Lebenssituationen den Münzwurf entscheiden lässt (Kap. 1 Die seltsame zweite Heirat des Archie Jones). Auf einer ausklingenden Silvesterparty lernt er die 27 Jahre jüngere braunhäutige Clara Bowden kennen, die zur Zeit als Betreuerin einer Kindergruppe arbeitet. Clara ist die Tochter jamaikanischer Immigranten und hat einen britischen Großvater. Kurz nach ihrem ersten Treffen heiraten Archie und Clara und sie ist erleichtert, den Einflussbereich ihrer Mutter Hortense, einer passionierten Zeugin Jehovas, verlassen zu können (Kap. 2 Zahnprobleme). Im Gegensatz zu ihrem Mann ist sie geistig interessiert und bildet sich in Kursen fort, während er sein Junggesellenleben nie aufgibt und sich fast jeden Abend mit seinem Freund Samad in der Kneipe O’Connell’s trifft, die der islamistische Wirt Abduk-Mickey nur männlichen Gästen öffnet (Kap. 8 Mitose).
Archibald und der bengalische Muslim Samad Iqbal haben sich 1945 als junge Panzer-Soldaten auf dem Balkan kennengelernt, wo sie, weit ab vom Kriegsgeschehen und ohne Funkkontakt zur britischen Armee, erst durch russische Soldaten vom Kriegsende erfuhren (Kap. 5 Die Wurzelkanäle von Alfred Archibald Jones und Samad Miah Iqbal). In dieser Zeit hatten sie ein einschneidendes Erlebnis, das am Ende des Romans wieder die Handlung bestimmt: Sie verhaften den untergetauchten französischen Professor Marc-Pierre Perret, genannt Dr. Krank, der in Konzentrationslagern im Zusammenhang mit der Erblehre medizinische Versuche an Menschen durchgeführt hat. Da Samad befürchtet, der Gefangene könnte in den Nachkriegswirren der Bestrafung entgehen, überträgt er Archie die Aufgabe der Liquidation. Dieser lässt sich jedoch, wie am Romanende enthüllt wird, auf ein Gespräch mit dem Arzt ein. Dieser appelliert an sein Gewissen, lenkt ihn ab, verletzt ihn durch einen Schuss und kann entkommen. Dem Freund meldet Archie jedoch die Hinrichtung des KZ-Arztes und dieser erfährt die Wahrheit erst 47 Jahr später.
Nach dem Krieg emigriert Samad nach Großbritannien und arbeitet als Kellner im indischen Restaurant seines Vetters Ardashir Mukhul. 1974 holt er nach einer in Indien traditionell arrangierten Ehe die 29 Jahre jüngere Alsana Begum nach London, wo sie in Heimarbeit als Näherin arbeitet.
Die Freundschaft zwischen Archie und Samad erweitert sich, als sie beide im Stadtteil Willesden eine Wohnung finden, auf die gleichaltrigen Frauen und die drei 1975 geborenen Kinder (Kap. 4 Drei im Anmarsch): Die Zwillinge Magid und Millat Iqbal sowie Irie Jones (Kap. 3 Zwei Familien).

### Irie, Magid und Millat
Ein weiterer Handlungsschwerpunkt liegt auf der Zeit der Kinder in der Gesamtschule Glenard Oak in Willesden, ironischerweise nach einem möglichen Großvater Claras benannt, dem Kolonialisten und viktorianischen Wohltäter Sir Edmund Flecker Glenard (Kap. 11 Die Verziehung der Irie Jones). Auch wenn die Kinder u. a. mit dem beängstigenden Rassismus eines alten Kriegsveteranen konfrontiert werden, überwiegt in diesem Kapitel die teils humorvolle, teils ironisch-satirische Schilderung einer in dem Londoner Stadtteil alltäglich gewordenen ethnischen Vielfalt und Hybridität, z. B. eines Elternabends (Kap. 6 Die Versuchung des Samad Iqbal) und der Gesellschaft in der Kneipe O’Connell’s.
Nach einer kurzen Affäre Samads mit der Musiklehrerin seiner Söhne, Poppy Burt-Jones (Kap. 7 Molare), und einer sich anschließenden ethnisch-religiösen Identitätskrise, verfolgt Samad den Plan (Kap. 8 Mitose), seine Zwillinge zur traditionellen Erziehung nach Bangladesch zu schicken, um sie vor den Übeln des Werteverfalls in der westlichen Gesellschaft zu schützen. Da jedoch das Geld nur für ein Flugticket reicht, lässt Samad, unterstützt durch Archie, in einer Nacht-und-Nebel-Aktion Magid zu Verwandten ausfliegen, ohne vorher Alsana zu informieren, die als Reaktion darauf acht Jahre lang nur noch das Nötigste mit ihrem Mann redet und nicht mehr ja oder nein sagt: „Vielleicht, Samad Miah, vielleicht aber auch nicht.“ (Kap. 9 Meuterei!).
Um dem häuslichen Chaos der unzufriedenen Frauen und Kinder zu entkommen, treffen sich Archie und Samad jeden Abend in ihrer Stammkneipe O’Connell’s Pool House. Dort tauschen die beiden Kriegsveteranen ihre Erinnerungen über den Krieg aus, die ihre jüngeren Ehefrauen und Kinder nicht interessieren. Zudem hat Samad in diesem Umfeld die Möglichkeit, mit Archie über sein Lieblingsthema zu sprechen: er ist angeblich der Urenkel des Sepoy Mangal Pandey, der 1857 Auslöser des Indischen Aufstands war und damit für Samad ein Held ist. Am Beispiel dieses historischen Ereignisses diskutieren Archie und Samad über die Unterschiede in der nationalen Geschichtsschreibung, da in der britischen Version Mangal Pandey ein benebelter Fanatiker war, der es nicht einmal schaffte, sich selbst zu töten (Kap. 10 Die Wurzelkanäle des Mangal Pande).
Während der strebsame, intelligente Magid aus der Ferne beredte Briefe schickt, bereitet der rebellische Mädchenheld Millat den Iqbals Sorgen. Er schließt sich der fundamentalistischen muslimischen Gruppierung HEINTZ an und nimmt zum Entsetzen seiner Eltern an den Buchverbrennungen von Salman Rushdies Roman Die Satanischen Verse im nordenglischen Bradford teil (Kap. 9 Meuterei, 14. Januar 1989). Auch Irie, die heimlich in den draufgängerischen Millat verliebt ist, während dieser sie lediglich als eine gute Freundin behandelt, beobachtet die zunehmende Entfremdung zwischen ihnen: Während er die westliche pluralistische Gesellschaft ablehnt und sich einem autoritären System zuwendet, begeistert sie sich für den Mauerfall in Berlin als Zeichen der Freiheit (Kap. 9 Meuterei, 10. November 1989). Zudem leidet die 15-Jährige unter ihrer ethnisch hybriden Identität, da sie sich in dem traditionell „weiß“ dominierten England fremd fühlt. Sie versucht sich äußerlich anzupassen, beispielsweise durch eine Haarglättung, die jedoch durch die Ammoniakbehandlung mit ihrem Haarausfall endet (Kap. 11 Die Verziehung der Irie Jones).

### Chalfenismus
Während Iries und Millats Schulzeit tritt die britische Familie Chalfen in die Handlung ein (Kap. 11 Die Verziehung der Irie Jones). Ausgangspunkt ist eine Rauschgift-Kontrolle auf dem Schulhof. Nicht nur Irie und Millat werden erwischt, sondern auch der unbeteiligte Joshua Chalfen. Der um den Ruf der Schule besorgte liberale Direktor bestellt sie zu einem Gespräch und bemerkt, dass der strebsame Überflieger Joshua durch die Aktion versucht, sich in die „coole“ Clique von Irie und Millat einzubringen. So verhängt er, nach Rücksprache mit den Eltern, eine für die drei Jugendlichen pädagogisch hilfreiche Strafe: Irie und Millat erledigen zweimal in der Woche nach der Schule bei der Akademikerfamilie Chalfen gemeinsam mit Joshua ihre Hausaufgaben und lernen für Klassenarbeiten (Kap. 11 Die Verziehung der Irie Jones).
Die Chalfens werden im Roman als liberale und hilfsbereite Mittelschichtfamilie karikiert (Kap. 12 Eckzähne: Die Reißwerkzeuge). Marcus Chalfen ist ein renommierter Wissenschaftler und Genforscher mit osteuropäischen jüdischen Wurzeln. Er glaubt an die „Perfektionierbarkeit des Lebens“ und die Möglichkeit, es mit Hilfe seiner Forschung über die „Embryonenfusion von Mäuserassen“, d. h. durch „DNA-Mikroinjektionen“ bzw. einen „durch embryonale Stammzellen vermittelte[n] Gentransfer“, effizienter und „chalfenistischer“ zu machen. Seine Frau Joyce ist passionierte Gärtnerin und kümmert sich dank des gesicherten Einkommens durch Marcus’ Forschung neben dem Verfassen ihres alternativen Gärtnerhandbuchs „Die neue Flower Power“ um die Erziehung ihrer vier Söhne. Die Chalfens sind von ihren guten Familien-Genen, ihrer Intelligenz und ihrer Erziehungsmethode überzeugt, die sie missionarisch an andere weitergeben möchten. „Wahrheit war für die Chalfens Wahrheit. Und Genie war Genie. Marcus schuf Wesen. Und Joyce war seine Frau, eifrig damit beschäftigt, kleinere Versionen von Marcus zu erschaffen.“ Die beiden sehen in der Unterstützung der Immigrantenkinder eine gute Gelegenheit, ihr Potential zu nutzen, stoßen dabei jedoch auch auf Widerstände.

### Konfliktfelder
- Clara und Alsana reagieren auf die zunehmende Abwesenheit ihrer Kinder mit Eifersucht. Sie fürchten, dass Joyce ihnen ihre Kinder wegnehmen will. Während Clara grundsätzlich für die Hilfe dankbar ist, sieht Alsana v. a. die Störung ihrer Familie: „Die Engländer […] sind das einzige Volk, das dich gleichzeitig belehren und bestehlen will.“[3] Einer durch gegenseitige Vorwürfe kontrovers verlaufende Begegnung der drei Frauen endet ergebnislos (Kap. 17 Krisengespräche und fünf-vor-zwölf-Taktiken!).
- Irie ist anfangs fasziniert von der weißen intellektuellen Mittelschichtfamilie, die ihr als Idealtyp einer englischen liberalen weltoffenen Gesellschaft erscheint, von der sie am liebsten ein Teil werden würde. Sie verbringt zunehmend ihre Freizeit bei den Chalfens und unterstützt Marcus bei seiner Buchhaltung, um sich ein Taschengeld zu verdienen.
- Der Umgang mit dem attraktiven, nur begrenzt anpassungsbereiten Millat ist dagegen schwierig und Joyce zieht sich den Unmut ihres Sohnes Joshua, aber auch Iries zu, als sie immer mehr Zeit für ihre Aufgabe aufwendet, ihn in ihrem Sinn zu erziehen.
- Als Marcus eine intensive Brieffreundschaft mit Magid beginnt, fühlt sich Irie von ihrem Vatervorbild vernachlässigt. Sie kehrt zu ihrer Familie zurück, zieht dann nach einem Streit mit ihren Eltern über die Möglichkeit einer einjährigen Reise vor Beginn ihrer Ausbildung zu ihrer Großmutter Hortense. Dort lernt sie Ryan Topps kennen, den Jugendfreund ihrer Mutter. Nach einigen Wochen Pause kehrt sie wieder zur Schule und das familiäre und befreundete Spannungsfeld zurück. Sie begegnet den Iqbal-Brüdern, Chalfens, Joshua, ihren Eltern und sucht bei der Großmutter Spuren ihrer jamaikanischen Familiengeschichte (Kap. 15 Chalfenismus conta Bowdenismus, Kap. 13 Die Wurzelkanäle der Hortens Bowden). Sie verliert zunehmend die Orientierung und schläft in einem Gefühlschaos durch aufgestaute Verzweiflung und sexuelle Abstinenz zuerst mit Millat und kurz darauf mit Magid (Kap. 17 Krisengespräche und fünf-vor-zwölf-Taktiken!). Sie wird schwanger und weiß nicht, wer der Vater ihres Kindes ist.
- Magid wird im Laufe der Korrespondenz zunehmend zu einem Schüler von Marcus, der wiederum von der Intelligenz und Reife des jungen Mannes beeindruckt ist (Kap. 14 Englischer als die Engländer). Er bezahlt den Flug, um den verlorenen Sohn zurück nach England zu holen und mit ihm zusammenzuarbeiten. Samad ist über den Auftritt seines Sohnes entsetzt. Er hat ihn zur guten Erziehung im Sinne des Islams in seine Heimat geschickt und muss jetzt sehen, dass er sich in der Zwischenzeit zum Abbild eines traditionellen englischen Gentleman entwickelt hat, der wie die britische Königin spricht, weiße Anzüge trägt und Schweinefleisch isst. Konsequenterweise wohnt Millat nicht bei seinen Eltern, sondern bei den Chalfens und er wird Marcus Assistent (Kap. 16 Die Rückkehr des Magid Mahfooz Murshed Mubtasim Iqbal).
- Millat lehnt im Gegensatz zu Irie die Ideologie der Chalfens ab und schließt sich immer enger der fundamentalistischen Gruppe HEINTZ an. Dementsprechend weigert er sich, seinen Bruder zu treffen. Eine von den Familien und Irie arrangierte Aussprache zwischen Magid und Millat endet im Streit (Kap. 17 Krisengespräche und fünf-vor-zwölf-Taktiken!).
- Joshua hat sich nach Abschluss der Schule von seiner Familie abgekapselt und ist in der Tierschutzvereinigung FAST aktiv, um gegen die Tierversuche seines Vaters zu rebellieren (Kap. 15 Chalfenismus conta Bowdenismus).

### Die „FutureMouse“
In den letzten Kapiteln wird das Finale des Romans vorbereitet, bei dem alle Hauptfiguren am Silvesterabend 1992 im Londoner Perret Institute in der Nähe des Trafalgar Square zusammentreffen (Kap. 18 „Das Ende der Geschichte kontra den letzten Menschen“). Die Familien Jones und Iqbal sind als Gäste eingeladen, um die öffentliche Präsentation der „FutureMouse“ durch Marcus und Magid zu verfolgen. Die Maus ist von Marcus genetisch so programmiert worden, dass sie exakt sieben Jahre leben und zur Jahrtausendwende sterben soll. Während Marcus in seinem Vortrag von der Bedeutung seiner neuen Technologie für die Menschheit schwärmt, die „den großen Entdeckungen unseres Jahrhunderts auf dem Gebiet der Physik entspricht – Relativitätstheorie, Quantenmechanik“, weiß die schwangere Irie, dass es Geheimnisse gibt, die nicht aufgedeckt werden, und sie hofft auf eine Zeit, in der Wurzeln keine Rolle mehr spielen werden.
Drei Gruppen demonstrieren gegen Marcus’ Genmanipulationen (Kap. 19 Der letzte Raum): Joshua protestiert mit seiner Tierschutzvereinigung FAST gegen Labormausversuche. Die Zeugen Jehovas Hortense Bowden und Ryan Topps sehen im Experiment einen Eingriff in Gottes Schöpfung und singen „Wach auf“-Lieder. Die fundamentalistischen Islamisten der Gruppe HEINTZ stört die Vorstellung mit dem Verlesen einer Sure aus dem Koran. Millat plant nach dem Vorbild amerikanischer Hollywood- und Mafiafilmen ein Attentat gegen Marcus’ Mentor, den alten französischen Genforscher Dr. Perret. Als er seinen Revolver zieht, will Archie die Tat verhindern, wirft sich in die Flugbahn des abgefeuerten Projektils und rettet zum zweiten Mal Perrets Leben, denn er sieht in diesem Augenblick, dass es sich um Dr. Krank handelt. Zugleich entdeckt Samad, dass sein Freund ihn fast 50 Jahre lang mit der Behauptung, er habe den KZ-Arzt 1945 hingerichtet, belogen hat. Die Kugel trifft Archies Oberschenkel, er fällt auf den Glaskäfig der Maus und zerschmettert ihn.

### Ausblicke
Damit bricht die Erzählung ab. Der Erzähler spielt verschiedene Möglichkeiten durch, wie sich das Publikum das Finale vorstellen könnte (Kap. 20 „Von Mäusen und Männern“):
- Von Archies Wunsch, „Viel Glück, mein Sohn“, begleitet flieht die Labormaus durch einen Luftschlitz.
- In einer Gerichtsverhandlung identifizieren Zeugen sowohl Magid als auch Millat als Täter und beide werden schließlich vom ermüdeten Richter zu gemeinnütziger Arbeit in einem neuen Gartenprojekt von Joyce verurteilt.
- Sieben Jahre nach dem Silvesterabend sind Joshua und Irie ein Paar und sitzen zusammen mit Hortense und Iries Tochter, die ihren wahren Vater nicht kennt und Magid und Millat als ihre Onkel betrachtet, an einem Strand in der Karibik.
- Abdul-Mickey öffnet am 31. Dezember 1999 das zuvor nur Männern vorbehaltenen O'Connell's Pub für Frauen, und Archie und Samad laden Clara und Alsana ein, um bei einem Blackjack-Spiel das neue Jahrtausend zu feiern.

Der Erzähler kommentiert, „diese und ähnliche unglaubliche Geschichten zu erzählen, würde gewiss bedeuten, den Mythos weiter zu pflegen, diese gefährliche Lüge, dass die Vergangenheit immer einfach und die Zukunft vollendet ist. […] Dem war nie so.“

## White Teeth
Smiths Roman durchzieht eine im Titel bereits angedeutete Zahnsymbolik, die man auf die Identitätsprobleme der Immigranten beziehen kann. Mehrere Kapitel nehmen in ihren Überschriften darauf Bezug oder assoziieren die Zahnwurzeln mit der Herkunft der Protagonisten: Zahnprobleme (Kap. 2), Molare (Kap. 7), Eckzähne: Die Reißwerkzeuge (Kap. 12), Die Wurzelkanäle von Alfred Archibald Jones und Sama Miah Iqbak (Kap. 5), Die Wurzelkanäle des Mangal Pande (Kap. 10), Die Wurzelkanäle der Hortense Bowden (Kap. 13).
In Claras Bowdens Geschichte werden immer wieder ihre verlorenen und falschen Zähne thematisiert:
- Bei ihrer ersten Begegnung zeigt sie Archibald grinsend das „völlige Fehlen ihrer oberen Zähne“ und lispelt: „Mann … die sin mir ausgeschlagen worden“.[6] Sie hat ihr „Pferdegebiss“ bei einem Unfall mit der Vespa ihres Freundes Ryan Topps verloren.[7]
- Clara bereut, dass sie Marcus von der Klugheit ihres englischen Großvaters Captain Charlie Durham erzählt hat: „Das war eine glatte Lüge. So falsch wie ihre eigenen weißen Zähne“.[8]
- Ihre Tochter Irie, die den Wunsch hat, Zahnärztin zu werden,[9] entdeckt die Wahrheit über die Zähne ihrer Mutter erst, als sie in das nachts auf den Boden gefallene Gebiss hineintritt und das „seltsame und erschreckende Gefühl [hat], gebissen zu werden. […] Die Vorderzähne eines falschen Gebisses ohne dazugehörigen Mund gruben sich in ihren rechten Fuß“.[10] Das Verschweigen bzw. Verdrängen der Realität sieht sie als symptomatisch für den Umgang ihrer Eltern und der befreundeten Iqbaks mit den „Schatten der Vergangenheit“ an: „Falsche Zähne in einem Glas“.[11] „Diese Eltern waren beschädigte Menschen, denen Hände fehlten, Zähne fehlten. Diese Eltern waren voller Informationen, die man wissen wollte, aber vor denen man zu große Angst hatte. […] Sie war es leid, nie die volle Wahrheit zu erfahren“.[12]

Der Originaltitel wird im zweiten Romanteil (Kap. 7 Molare) in einer Szene aufgegriffen, die verschiedene Aspekte der durch die Zahnsymbolik miteinander verbundenen Konfliktfelder, Immigration und Kolonialgeschichte, zeigt. In einem Schulprojekt werden alte Menschen zum Erntedankfest beschenkt. Die neunjährigen Immigrantenkinder Irie, Millat und Magid bringen dem misstrauischen englischen Nachbarn Hamilton Äpfel und andere Gaben, die er wegen seines wackeligen Gebisses nicht essen kann. Aus dieser Situation entwickelt sich eine Unterhaltung über Zähne. Hamilton berät die Kinder über die Gefahren verfaulter Zähne und die Notwendigkeit der Zahnpflege und phantasiert über die vom Vater vererbten Weisheitszähne, für die man einen großen Mund brauche. In diesem Zusammenhang erzählt er von seinen Kriegserlebnissen im Kongo. Dort sei es zu dunkel gewesen, um die von den Deutschen angeworbenen schönen jungen Männer, „schwarz wie die Nacht“, zu sehen, und er habe nur überlebt, weil man „den Nigger nur am Weiß seiner Zähne erkennen“ und dann, „peng! sozusagen […] Schlimme Zeiten“ […] „Die Entscheidung der Waffe. So schnell, Kinder. So grausam. Ein paar Kekse?“ „Ich will nach Hause“, wisperte Irie.

## Rezeptionsgeschichte
Mit ihrem Erstlingswerk White Teeth avancierte die Autorin Zadie Smith, eine bis dato völlig unbekannte Studentin der Literaturwissenschaft, innerhalb kurzer Zeit zum Shooting-Star der zeitgenössischen britischen Literaturszene. Noch vor Abschluss des Manuskripts zahlten die Verleger einen ungewöhnlich hohen Vorschuss – die Rede war von 250.000 Pfund – für die Publikationsrechte. Der Debütroman wurde von der Literaturkritik sehr wohlwollend aufgenommen und von renommierten Autoren wie Salman Rushdie als „ein erstaunlich selbstsicheres Debüt“ („an astonishingly assured debut“) gepriesen. White Teeth erreichte sehr schnell hohe Verkaufszahlen, gewann zahlreiche Preise (s. Auszeichnungen) und wurde in mehrere Sprachen übersetzt.
Die Reaktion der Literaturkritiker war zumeist ausgesprochen positiv. Allenfalls wurde vereinzelt Kritik an einer gewissen Überdehnung der komischen Zeichnung der Romanfiguren in bestimmten Situationen geübt.
Der Guardian sah White Teeth in seiner Kritik vom Januar 2000 als ein gelungenes Debüt in der literarischen Tradition von Peter Carey und Salman Rushdie. Gelobt wurde vom Guardian vor allem der humorvolle, warmherzige Ton des Romans und die gelungene Figurenzeichnung sowie die überzeugende Gestaltung der Dialoge.
Die New York Times verglich White Teeth in ihrer Rezension vom April 2000 mit den Werken von Charles Dickens, Salman Rushdie sowie Hanif Kureishi und betrachtete den Roman als einen der bedeutendsten Debütromane der gegenwärtigen Schriftstellergeneration („one of her generation's most precocious debuts“). Der Roman sei geistreich, spritzig und weise („quirky, sassy and wise“); Zadie Smith erweise sich als eine außerordentlich begabte neue Schriftstellerin („a preternaturally gifted new writer“), die ein instinktives Talent zum Geschichtenerzählen („an instinctive storytelling talent“) besitze und gleichzeitig Komödie, Drama und Satire beherrsche. Anerkennung zollte die New York Times ebenfalls der realistischen Gestaltung und stimmigen Charakterisierung der Erzählfiguren in dem dargestellten multikulturellen Drama.
Die Frankfurter Allgemeine Zeitung lobte in ihrer Kritik vom April 2001 die virtuos montierte Geschichte des Romans, die in einem „dramaturgisch gelungenen Showdown“ kulminiere. Zadie Smith führe sich mit ebenso großer Souveränität als Schriftstellerin ein wie zuvor der damals gleichaltrige Thomas Mann. Der in humorvollem Ton geschriebene Roman über „das Leben und den Tod, den Wunsch, ein anderer zu sein und die Unmöglichkeit der Erfüllung dieses Wunsches“ zeige ein für eine 25-jährige Autorin beeindruckendes Maß an „Erkenntnis, Erfahrung und Weltklugheit“. Die Lektüre des Romans sei anspruchsvoll und verlange vom Leser neben einem gestandenen Leseatem sowie Zeit und Geduld auch die Bereitschaft, sich auf die Figuren einzulassen. Dafür würden jedoch jene Leser belohnt, die sich lieber an E. M. Forster, Nabokov und Shakespeare orientieren als an Nick Hornby oder Irvine Welsh.
Die Zeit sah in ihrer Kritik vom September 2006 in dem „funkelnden“ Roman „eines der bemerkenswertesten Bücher der letzten zehn Jahre“. Der Roman sei ein „Klassiker von morgen“ und das vielleicht beste Debüt dieser Schriftstellergeneration. „Mit solchem Witz, solch unsentimentaler Einfühlung und einem so klaren soziologischen Blick“ sei möglicherweise „noch nie über das Dasein des modernen Einwanderers und die Konflikte zwischen Dritter und Erster Welt in seiner Brust geschrieben worden“. Die Autorin habe eine seltene Begabung, eine kaum überschaubare Zahl von Handlungsfäden geschickt zu verweben. Es gelinge ihr, „burleske Episoden aus dem Zweiten Weltkrieg neben einen satirischen Bericht über die immer wieder verschobenen Weltuntergangsvorhersagen der Zeugen Jehovas oder Diskussionen über die moralische Frage der Gentechnik“ zu stellen, „ohne je den Rahmen des Romans zu sprengen“.
Hervorgehoben wird in dieser Rezension ebenso die nahezu „unheimliche Fertigkeit“ der noch sehr jungen Schriftstellerin, „Menschen anderen Geschlechts, anderer Altersstufen und völlig anderer Lebensgeschichte bis in die feinsten Seelenzustände auszugestalten“. Die Zeit zog in ihrer Kritik das Fazit, dass „eigentlich kein besseres Buch“ empfohlen werden könne als Zadie Smiths Debütroman, wenn jemand sich über die Assimilationsprobleme westlicher Muslime wundere oder besser verstehen möchte, wie unsere Gesellschaft die Anpassung zugleich fordere und ständig erschwere.
Anderen Rezensenten gefällt der Roman mit Einschränkungen. Thomas David verweist auf die „geglättete Widerspenstigkeit“ des Romans. Er sei zu gefällig, das sage selbst die Autorin, und reiche an Salman Rushdie trotz einer thematischen Verwandtschaft – das multikulturelle London, magische Zufälle – nicht heran. Die Figuren sind ihm zu beladen: „krumm vor lauter Witz“, aber scheinbar von einem Mutterwitz, dessen Humor auch er sich nicht entziehen könne.
Diesen Aspekt des Karikaturhaften in Zadie Smiths Erstling analysiert der englische Literaturwissenschaftler James Wood in seinem Essay über das Genre des „hysterical realism“. Unter dem Begriff des „Hysterischen Realismus“ beschreibt er ein, auch als „recherchierte Postmoderne“ bezeichnetes, literarisches Genre, das durch einen starken Kontrast zwischen aufwendig absurder Handlung oder Charakterisierung auf der einen Seite und sorgfältigen, detaillierten Beschreibungen realer, spezifischer sozialer Phänomene auf der anderen Seite gekennzeichnet ist. Wood kritisiert in diesem Zusammenhang die zeitgenössische Konzeption des beim Publikum beliebten „großen, ehrgeizigen Romans“, der „Vitalität um jeden Preis“ anstrebt und folglich „tausend Dinge weiß, aber keinen einzigen Menschen kennt“. Dieser Schreibstil, von Rushdie, Pynchon, DeLillo, Foster Wallace usw. kreiert, sei nicht zu kritisieren, weil es ihm an Realität mangele – der übliche Vorwurf gegen den verpfuschten Realismus –, sondern weil er der Realität auszuweichen scheine, während er sich an den Realismus selbst anlehne. Das sei eine Vertuschung.
Auch bei Smith White Thees findet Wood viele der von ihm benannten Merkmale des „hysterischen Realismus“. Der jungen begabten Autorin fehle es nicht an Erfindungsgabe, das Problem sei, dass es bei ihr zu viel davon gebe. Für sich genommen könnte fast jedes Detail überzeugend sein, gemeinsam würden sie sich gegenseitig zerstören. Als Realismus seien viele Handlungen und Charaktere unglaubwürdig, als Satire seien sie zu karikaturhaft. Wenn Smith gut schreibe, scheine sie zu vielem fähig zu sein. So erweise sie sich in einigen Momenten als geschickt im inneren Monolog, in anderen Passagen als brillant im freien indirekten Stil. Sie habe eine natürliche komische Begabung, aber sie lasse Passagen ihres Buches in Karikaturhaftigkeit und eine Art juckenden, rastlosen Extremismus abgleiten. Diese Art des Schreibens sei nahe an einem niederen und unliterarischen „Comic“-Stil. Sie habe eine Keckheit, aber vergeude sich in einer Mischung aus Banalität und Rohheit. Bei einigen Passagen könnte dies aus dem Kopf einer bestimmten Figur heraus erzählt sein, aber in anderen sei es der Erzähler selbst.
Zadie Smith setzte sich in einem Zeitungsartikel mit Woods Kritik auseinander. Sie empfindet „hysterischer Realismus“ als einen „schmerzhaft genauen Begriff für die Art von übertriebener, manischer Prosa, die in Romanen wie meinem eigenen White Teeth und ein paar anderen zu finden ist.“ Sie widerspricht jedoch Woods Analyse: jeder Sammelbegriff für eine angebliche literarische Bewegung sei immer „ein zu großes Netz, das bedeutende Delfine unter so viel Thunfisch in Dosen fängt“. Sie nimmt die von Wood kritisierten Autoren in Schutz. Das Publikum akzeptiere weiterhin diesen großartigen Trick, der Kolonisierung aller seelenvollen und menschlichen Dinge durch das Fernsehen Gefühle abzuringen, und sie würde all den jungen Amerikanern applaudieren – Franzen, Moody, Foster Wallace, Eggers, für ihre nach Moore vermeintlich kleinen, aber für sie bedeutenden Triumphe. Sie arbeite daran, beide Seiten der Gleichung – Gehirn und Herz – in ihrer Fiktion präsent zu halten. Auch wenn man sie stumpfsinnig finde, könne man ihnen selten Klischees vorwerfen.

### Auszeichnungen (Auswahl)
- 2000 EMMA (BT Ethnic and Multicultural Media Award) für das beste Buch und die beste weibliche Medien-Novizin
- 2000 Guardian First Book Award
- 2000 James Tait Black Memorial Prize für erzählende Literatur
- 2000 Whitbread Book Award Buch des Jahres, bester Erstling
- 2001 Commonwealth Writers’ Prize, bester Erstling
- 2001 Betty Trask Award für den besten Erstling.
- 2010 Time Magazine -Liste der 100 besten englischen Romane seit 1923[27]
- 2015 BBC-Auswahl der besten 20 Romane von 2000 bis 2014
- 2019 Platz 39 auf der Liste der 100 besten Bücher des 21. Jahrhunderts des Guardian
- 2019 BBC News-Liste der 100 einflussreichsten Romane
- 2022 „Big Jubilee Read“-Liste von 70 Büchern von Commonwealth-Autoren, die zur Feier des Platinjubiläums von Elizabeth II. ausgewählt wurden.
- 2023: 
Zeit-Bibliothek der Weltliteratur „100 Bücher, 100 Gefährten“[28]

## Adaptionen
- Vierteilige Fernsehserie White Teeth (BBC, Channel 4, 2002) frei nach Smiths Roman. Inszeniert als rasante Zeitreise durch 30 Jahre britischer Einwandererkultur, konzentriert sich jede Episode auf eine männliche Hauptfigur: „Die seltsame zweite Ehe von Archie Jones“, „Die Versuchung des Samad Iqbal“, „Der Ärger mit Millat“ und „Die Rückkehr des Magid Iqbal“.[29] Regie: Julian Jarrold. Mit Om Puri als Samad und Phil Davis als Archie.
- Bühnenfassung als rasante Reise durch Geschichte, verschiedene Kulturen und zufällige Begegnungen mit Musik (13 Originalsongs von Paul Englishby) und Tanz. Londoner Kiln Theatre, 2018. Bühnenbearbeitung: Stephen Sharkeys. Regie: Indhu Rubasingham, Mit Tony Jayawardena als Samad, Richard Lumsden als Archie und Ayesha Antoine als Irie.[30]

## Erstausgaben
- Zadie Smith: White Teeth. Hamish Hamilton Verlag, London 2000, ISBN 0-241-14102-8.
- Zadie Smith: Zähne zeigen. Droemer Verlag, München 2000. Übersetzung von Ulrike Wasel und Klaus Timmermann. 642 S. ISBN 3-426-19546-1.